# بخش پوشکینوگورسکی
بخش پوشکینوگورسکی (به لاتین: Pushkinogorsky District) یک منطقهٔ مسکونی در روسیه است که در استان پسکوف واقع شده‌است.